# Noise rock

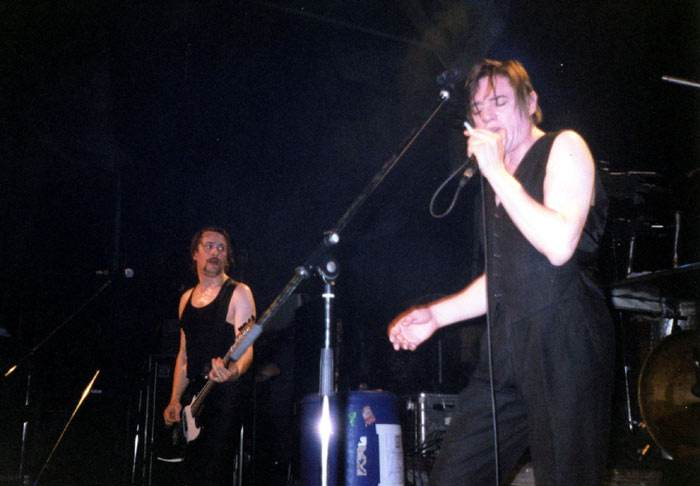
Einstürzende Neubauten

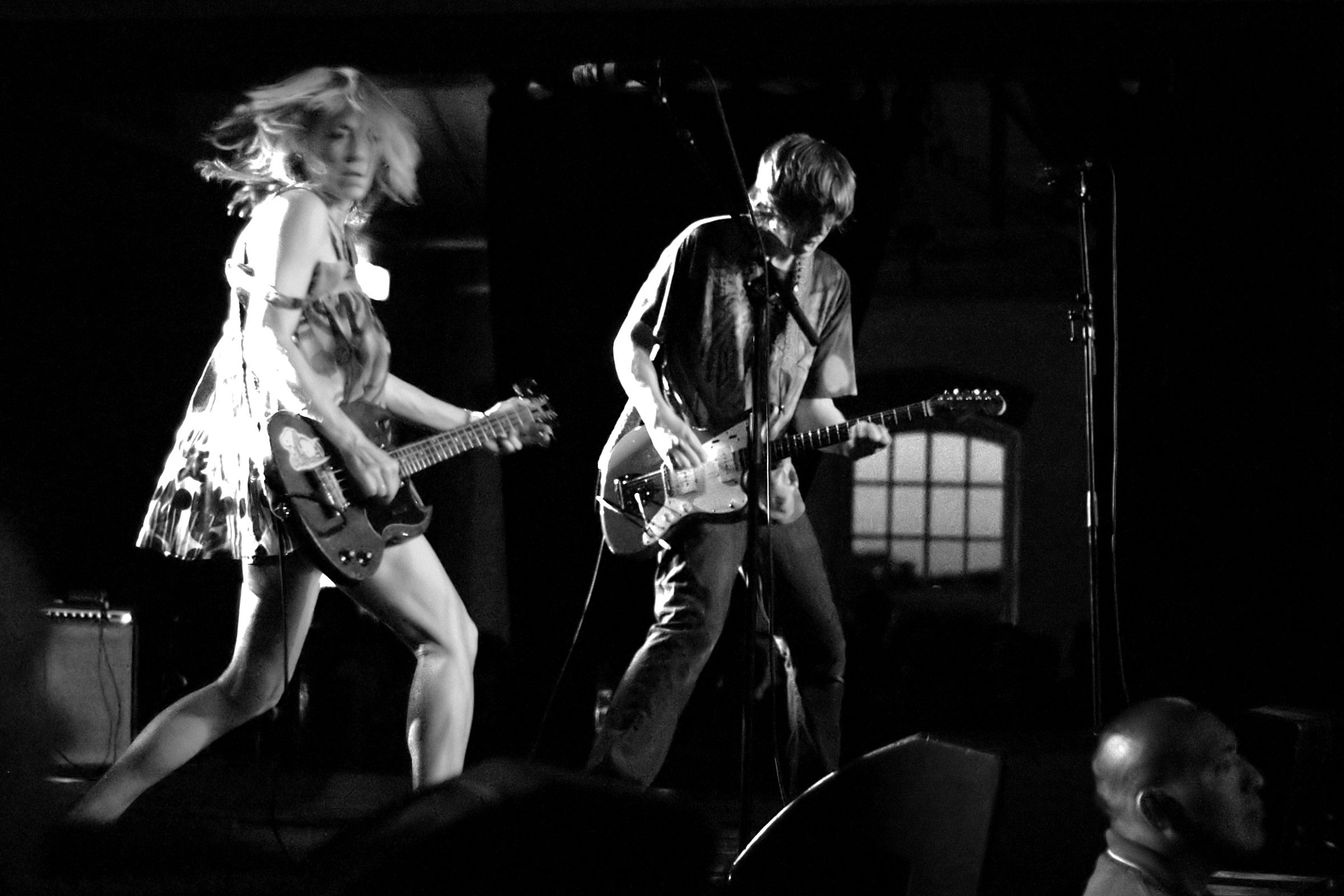
Sonic Youth

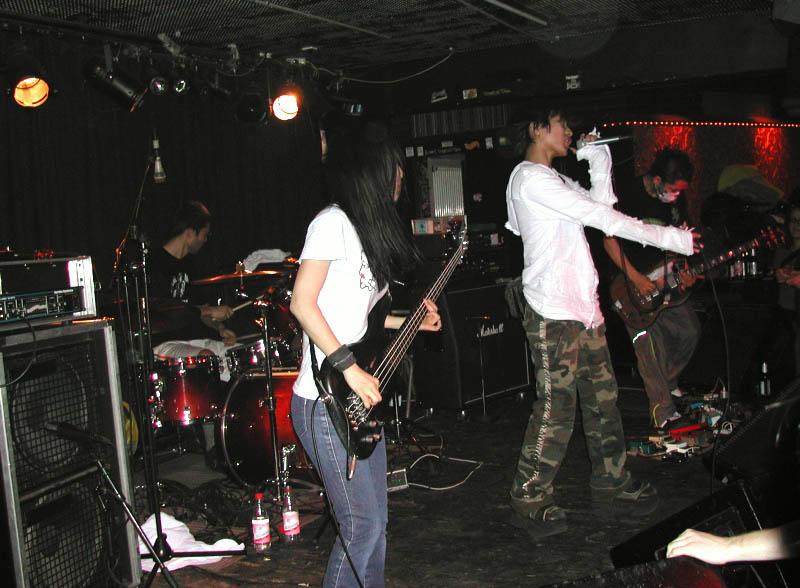
Melt Banana

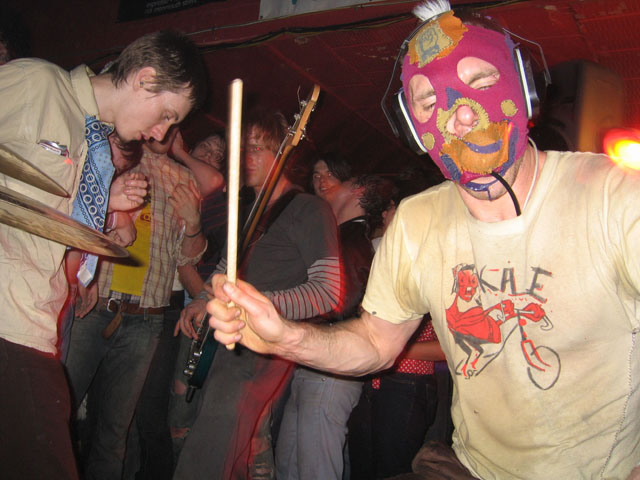
Lightning Bolt

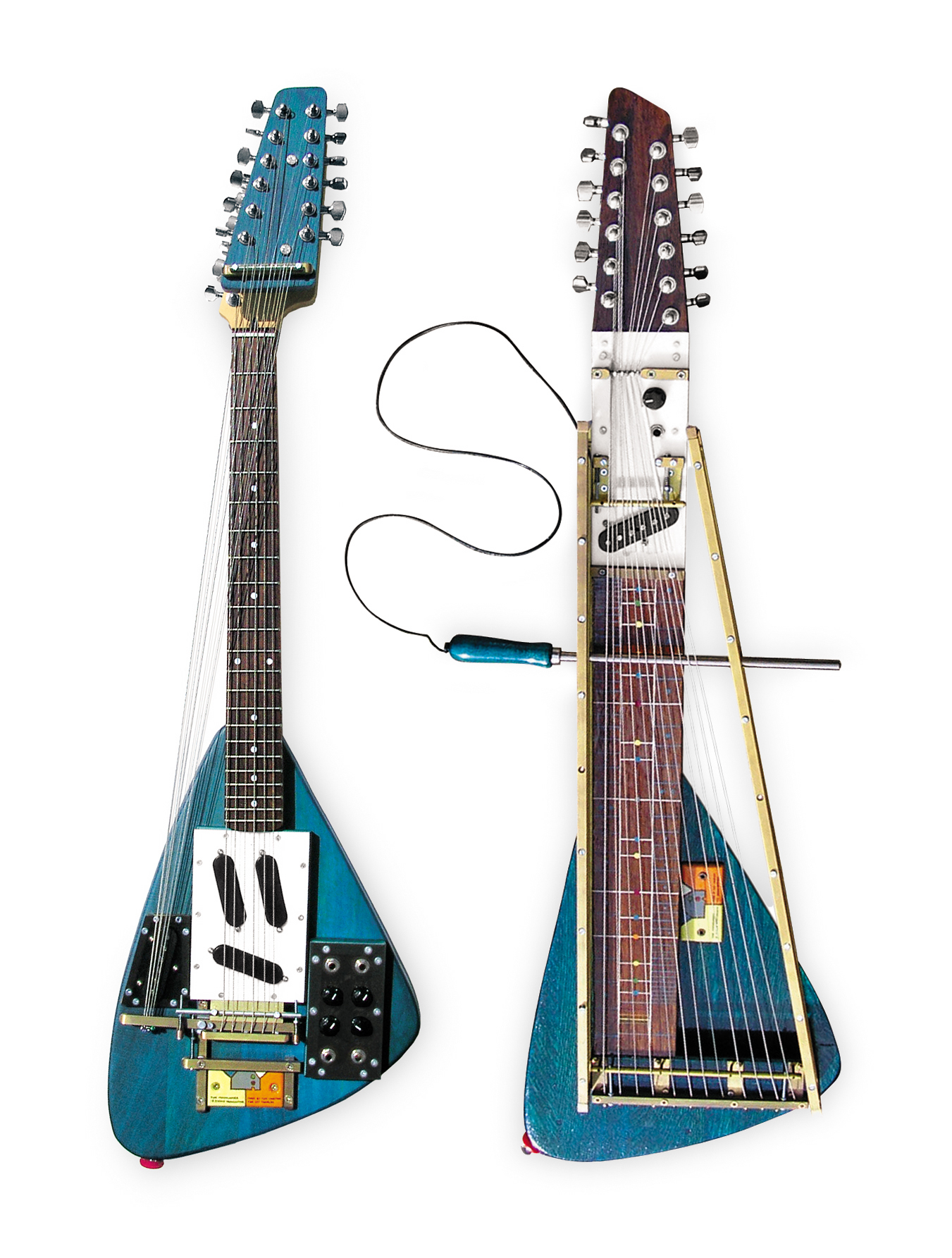
Moonlander & Moodswinger, Yuri Landman

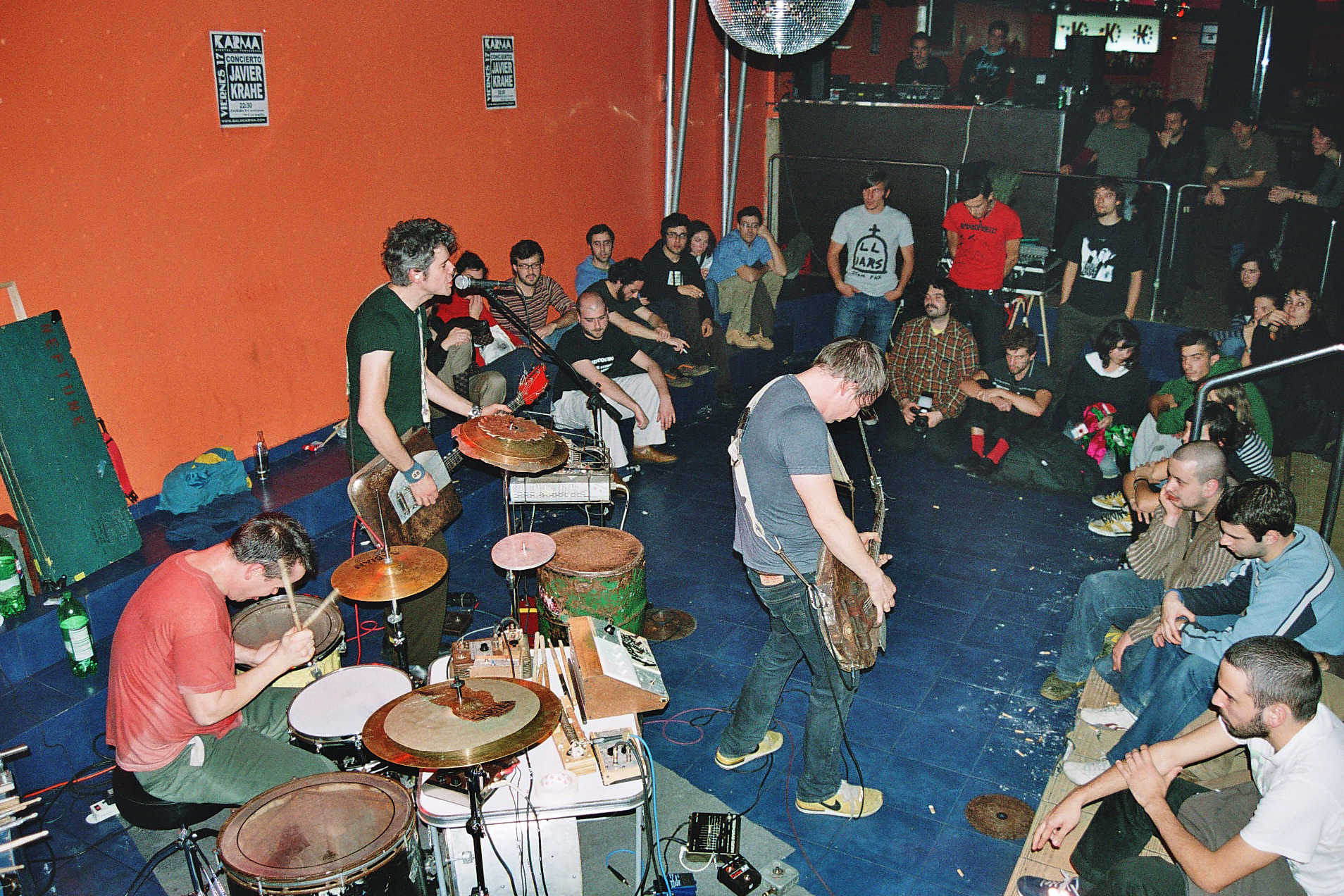
Neptune

Noise rock este un gen al muzicii rock ce a apărut în anii 1980 dar a devenit mai cunoscut în anii 1990. Ca gen muzical noise rock este alcătuit din mai multe subgenuri care au luat naștere pe scena muzicii independente începând din 1980, precum grunge, shoegaze, no wave și noisecore. Aceste subgenuri sunt unificate prin tributul lor față de stilul punk rock, care a pus bazele muzicii alternative in anii '70. Uneori, "noise rock" a fost folosit ca un termen general pentru muzica underground din anii '80, și toată muzica născută din punk rock (inclusiv punk-ul însuși, New Wave, și post-punk).

## Trupe
- Sonic Youth
- Unwound
- Blonde Redhead
- Half Japanese
- The Ex
- Melt-Banana
- Lightning Bolt
- No Age
- Shellac